# John Francis Fitzgerald
Pour les articles homonymes, voir FitzGerald.
John Francis Fitzgerald, Sr., né le 11 février 1863 et mort le 2 octobre 1950, est un homme politique américain.

## Biographie
John Francis Fitzgerald est né à North End, un quartier de Boston. Il était le fils de l'homme d'affaires et homme politique Thomas Fitzgerald (1830 - 1913) et Rosanna Cox (1833 - 1923), tous deux immigrants irlandais. En 1889, il épousa Mary Josephine Hannon (1865-1964) avec qui il a une fille, Rose Elizabeth Fitzgerald (qui épousera Joseph Patrick Kennedy en 1914). John Francis Fitzgerald est ainsi le grand-père maternel du 35e Président des États-Unis John Fitzgerald Kennedy.
Il est membre de la Chambre des représentants des États-Unis avant d'être élu maire de Boston en 1906 et réélu en 1910.